# Malaisie aux Jeux olympiques d'hiver de 2018
Une participation de la Malaisie est attendue aux Jeux olympiques d'hiver de 2018 à Pyeongchang en Corée du Sud. Ce sera la première participation du pays aux Jeux d'hiver.

## Qualification
Deux athlètes ont réussi à se qualifier pour la première fois.
- Julien Yee Zhi-Jie s'est qualifié en terminant parmi les six meilleurs patineurs au Nebelhorn Trophy 2017[2]
- Jeffrey Webb s'est qualifié plus tôt en cours de saison[3] en participant à différentes compétitions comme aux jeux asiatiques d'hiver de 2017. Comme la Malaisie n'a pas d'équipe de ski formelle, Webb s'entraine aux États-Unis à Seattle. Sa mère Jasmin Webb est la vice-présidente de ski de Malaisie.

## Athlètes et résultats

### Ski alpin
| Athlète      | Épreuve      | Manche 1      | Manche 1 | Manche 2      | Manche 2 | Total     | Total |
| Athlète      | Épreuve      | Temps         | Rang     | Temps         | Rang     | Temps     | Rang  |
| ------------ | ------------ | ------------- | -------- | ------------- | -------- | --------- | ----- |
| Jeffrey Webb | Slalom       | DNF           | -        | -             | -        | -         | -     |
| Jeffrey Webb | Slalom géant | 1 min 23 s 83 | 78       | 1 min 23 s 84 | 70       | + 29 s 63 | 68    |

### Patinage artistique
| Athlètes           | Épreuves          | Points court | Points court | Points libre | Points libre | Total  | Total |
| Athlètes           | Épreuves          | Points       | Rang         | Points       | Rang         | Points | Rang  |
| ------------------ | ----------------- | ------------ | ------------ | ------------ | ------------ | ------ | ----- |
| Julien Yee Zhi-Jie | Individuel hommes | 73,58        | 25           | -            | -            | 73,58  | 25    |